# Roberto Belo
Roberto Belo (* 2. März 1969 in Montevideo, Uruguay) ist ein uruguayischer Journalist, Radiomoderator und Fernsehproduzent.

## Leben
Von 1989 bis 1996 belegte Roberto Belo tertiäre Kurse in Journalismus und nahm Sprechunterricht in Montevideo. Ab 1997 vertiefte er seine Ausbildung bei der BBC in London.
Belo arbeitete bei diversen Sendern in Montevideo. Zu seinen Tätigkeitsfeldern gehörte dabei von Februar 1989 bis Mai 1997 die Sendung Radioactividades mit Daniel Ayala auf CX 26 SODRE. Dort war er Produzent und zuständig für die technische Koordination der Sendung, aber auch als Moderator (Conductor) zu hören. Auch wirkte er auf Palacio FM bei En Perspectiva mit, wo er von November 1990 bis August 1991 für die Überwachung der internationalen Sender zuständig war. Von Oktober 1991 bis April 1992 arbeitete er zudem bei den Radiosendern des SODRE als Operador de estudio.
Durch die Sendung Crónicas en color sepia auf CX 14 El Espectador führte er von Juni 1995 bis Dezember 1995 als Moderator und war ebenfalls Produzent. Seit Mai 1997 war der mittlerweile in England wohnhafte Belo dann für die spanischsprachigen Sendungen im lateinamerikanischen Bereich des BBC in London als Produzent, Moderator und Reporter tätig. Dort rief er auch die Internetseite www.BBCMundo.com ins Leben. Zudem wurde er Coordinador senior für die Internetprojekte des BBC World Service in 43 Sprachen.